# منتخب بلغاريا لكرة الماء
منتخب بلغاريا الوطني لكرة الماء هو المنتخب الذي يمثل بلغاريا في منافسات كرة الماء للرجال، ويقوم إتحاد بلغاريا للسباحة بإدارة شؤونه، تمكن من التأهل مرتين إلى الألعاب الأولمبية الصيفية و 3 مرات إلى بطولة العالم للسباحة ومرتين إلى كأس العالم لكرة الماء.